# (818) Kapteynia
(818) Kapteynia és un asteroide que pertany al cinturó d'asteroides descobert el 21 de febrer de 1916 per Maximilian Franz Wolf des de l'observatori de Heidelberg-Königstuhl, Alemanya. S'anomena en honor de l'astrònom neerlandès Jacobus Cornelius Kapteyn (1851-1922).